# Stazione di Shinrin-Kōen (Hokkaido)
La stazione di Shinrin-Kōen (森林公園駅?, Shinrin-Kōen-eki) è una stazione della città di Sapporo situata sulla linea principale Hakodate.

## Struttura
La stazione è dotata di due banchine laterali serventi 2 binari.
| 1 | ■ Linea principale Hakodate |  | per Sapporo e Otaru    |
| 2 | ■ Linea principale Hakodate |  | per Ebetsu e Iwamizawa |

## Stazioni adiacenti
| «                         | Servizio                  | »                         |
| Linea principale Hakodate | Linea principale Hakodate | Linea principale Hakodate |
| ------------------------- | ------------------------- | ------------------------- |
| Atsubetsu                 | Locale                    | Ōasa                      |